# Red Hook (Wyspy Dziewicze)
Red Hook – miasto na Wyspach Dziewiczych Stanów Zjednoczonych, na wyspie Saint Thomas.